# Jean-Émile Anizan
Jean-Émile Anizan est un prêtre catholique français né le 6 janvier 1853 à Artenay (Loiret) et mort à Paris 11e le 1er mai 1928. Il est le fondateur de la congrégation religieuse catholique des Fils de la charité et le cofondateur des Auxiliatrices de la charité. La mairie de Clichy a donné à la place devant l'église Notre-Dame-Auxiliatrice le nom de « Place Jean-Émile Anizan ».

## Biographie

### Enfance et formation
Jean-Émile Anizan est issu de la petite bourgeoisie de province où son père est médecin.
En juin-juillet 1874, il découvre la vie du Père Planchat et la vocation de la congrégation religieuse des Frères de Saint Vincent de Paul. Il rencontre à Chaville le P. Le Prévost, fondateur des Frères de Saint-Vincent-de-Paul. Il participe à l'Union des œuvres des cercles catholiques d'ouvriers,.
Le 22 décembre 1877, il est ordonné prêtre dans l'église Saint-Sulpice à Paris. Il sera le vicaire d'Olivet dans la banlieue d'Orléans entre janvier 1878 et juin 1885, puis à l'église Saint-Laurent d'Orléans (de juin 1885 à juillet 1886). Il se fait remarquer par sa ferveur, sa foi, son zèle apostolique et son amour des pauvres. Après de nombreuses années, il obtient enfin en 1886 de son évêque la permission de rentrer chez les Frères de Saint-Vincent-de-Paul.

### Chez les frères de Saint-Vincent-de-Paul

#### Le quartier de Charonne
En novembre 1887 et jusqu'en janvier 1895, il exerce son ministère dans le quartier populaire de Charonne près de la place de la Bastille à Paris. Il sera aumônier du centre d'œuvres Sainte Anne de Charonne. Il y manifeste dans ces lieux une grande activité de charité apostolique auprès des jeunes du patronage, mais aussi auprès des familles pauvres et ouvrières du quartier : accompagnement de jeunes et de leurs familles, visites des malades, innovations pastorales (adaptation des horaires des messes dominicales pour s'adapter aux gens du quartier qui souvent travaillaient le dimanche matin), fondation de syndicats catholiques en pleine obéissance avec les orientations de l'encyclique Rerum Novarum du pape Léon XIII. En 1894, le chapitre général de sa congrégation le choisit comme premier assistant ecclésiastique, fonction qu'il occupe jusqu'en 1907. De 1895 à 1907, il est également vice-président de l'Union des Œuvres qui fédère alors les œuvres d'évangélisation dans l'ensemble des diocèses de France. La mort du P. Leclerc, supérieur général, dans la nuit du 20 au 21 août 1907 provoque la convocation d'un chapitre général par le Saint-Siège. Fin septembre 1907, le P. Anizan est élu supérieur général des Frères de Saint-Vincent-de-Paul.

### «La Grande épreuve» et son contexte
Entre les deux guerres de 1870 et de 1914, apparaissent des conflits d’un autre genre : En ce début du vingtième  siècle, la société française vit sa première expérience stable de démocratie laïque, voire laïcarde (la IIIe République). L’Église est alors assignée à distance : les congrégations religieuses doivent être déclarées, celles qui sont enseignantes doivent être autorisées, sinon leurs biens immobiliers sont expropriés, et la plupart quittent la France. Une loi instaure la séparation de l’Église et de l’État (1905). Ce conflit a des racines profondes dans la culture et la pensée : les sciences, teintées de scientisme (Auguste Comte, Renan, Loisy...) et la ferveur démocratique agressent les habitudes de l’Église catholique et provoquent en elle des sursauts d’intransigeance. La société politique  et l’Église sont affectées par ces conflits jusqu'en leurs plus hautes instances.
Dans cette situation inconfortable, le Père Anizan continue son travail apostolique , anime l’Union des Œuvres sa revue et ses congrès, et défend les biens de sa congrégation, tout cela sans se laisser guider par des critères idéologiques ou politiques.  
Mais cette crise ne cesse de provoquer des remous au sein de la congrégation entre une tendance plus conservatrice et une tendance plus libérale à laquelle il appartient. Cela aboutit à une visite apostolique en 1913 de la congrégation. La visite est faite par le P. Jules Saubat (congrégation des Pères de Bétharam) qui est acquis à la cause des majoritaires. Le P. Anizan est destitué de ses fonctions de supérieur général de sa congrégation le 14 janvier 1914, pour cause de modernisme social, ses groupes syndicaux étant soupçonnés, à tort, de ne pas être « strictement catholiques ». Dans ce drame, que les Fils de la charité appellent « la Grande épreuve », la moitié des frères de Saint Vincent de Paul demandent à être relevés de leurs vœux et quittent l’Institut. Le Père Anizan se soumet, demeure en paix et communique de son mieux cette paix à ses frères désorientés. Il cherche ce que Dieu veut au  travers de « ces événements extraordinaires »
Très marqué par cette épreuve, Anizan obtient l'autorisation d'aller faire une retraite à la chartreuse de Pleterje (Slovénie actuelle). Dans ses écrits de cette période, c'est véritablement un Anizan mystique que nous découvrons, il s'abandonne totalement à Dieu. À l’issue de cette retraite, il demande à être relevé de ses vœux.

### Sur le front de Verdun
Pour être utile à l’Évangile, Anizan part dès le 3 août 1914 comme aumônier volontaire et sans solde sur le front de Verdun. Il y travaillera durant un an et demi. Il a soixante et un ans. Il accomplit avec grand dévouement son ministère auprès de soldats livrés à la mitraille et de la population restée sur place. Dans son épreuve il continue à réfléchir, garde quelques liens avec quatre de ses frères,  et il entend l’appel à s’ouvrir à un apostolat plus large que celui des seuls patronages. Des problèmes de santé lui feront quitter en janvier 1916 le front de Verdun et rentrer sur Paris.

### De Pie X à Benoît XV, la naissance des Fils de la charité
Entre-temps, le pape Pie X est mort, laissant la place en 1916 à Benoît XV. Ce dernier voyant que le dossier du P. Anizan avait été mal réglé décide de reprendre les choses en main et de demander au P. Anizan de fonder une nouvelle congrégation. Le pape choisit le nom, les Fils de la charité, qui sera fondée le 25 décembre 1918, grâce d'abord à l'apport des anciens membres démissionnaires des frères de Saint Vincent de Paul. Le 4 mai 1924, il recevra de Pie XI le décret de louange.
Entre 1918 et 1928 le père Anizan implante neuf communautés de prêtres et de frères dans les quartiers pauvres de la banlieue parisienne. Il amorce aussi la fondation en 1926 d'un autre institut de religieuses : les Auxiliatrices de la charité avec sœur Thérèse Joly.
En mars 1927, le P. Anizan rencontre l'abbé Cardijn, fondateur de la JOC. Via l'Union des Œuvres, le P. Anizan lui permet d'avoir une tribune importante qui permettra, lors du congrès de Reims d'introduire la JOC en France. Mais très malade et usé par une vie trépidante, le P. Anizan meurt dans la nuit du 30 avril au 1er mai 1928 au presbytère du Bon-Pasteur à Paris, pas très loin de ce quartier de Charonne qu'il avait tant aimé. Aujourd'hui les Fils de la charité sont présents dans 11 pays pour perpétuer l'esprit d'Anizan et faire connaître aux milieux populaires du monde qu'ils sont aimés de Dieu.